# Mielichhoferia pampae
Mielichhoferia pampae là một loài rêu trong họ Bryaceae. Loài này được Müll. Hal. mô tả khoa học đầu tiên năm 1882.